# اتحاد أندورا لكرة القدم
تأسس اتحاد أندورا لكرة القدم في عام 1994م وانضم إلى الاتحاد الدولي لكرة القدم في 1996م والاتحاد الأوروبي لكرة القدم في 1994م.

## شعارات سابقة